# 사상수평선망원경

사상수평선망원경의 로고

사상수평선망원경(Event Horizon Telescope, EHT, 이벤트 호라이즌 텔레스코프)은 전 세계 전파망원경 네트워크로 구성된 대규모 망원경 배열이다. EHT 프로젝트는 지구 주변의 여러 초장기선 간섭계(VLBI) 관측소에서 수집한 데이터를 결합하여 초대질량 블랙홀의 사건 지평선 크기의 물체를 관찰하기에 충분한 각도 분해능을 갖춘 결합 배열을 형성한다. 이 프로젝트의 관측 대상에는 지구에서 관측된 것 중 각직경이 가장 큰 두 개의 블랙홀이 포함된다. 즉, 초거대 타원은하 메시에 87(M87*, "M87-별") 중심에 있는 블랙홀과 궁수자리 A*(Sgr)이다. 이는 우리 은하의 중심에 있다.
사상수평선망원경 프로젝트는 오랜 기간의 이론 및 기술 개발을 거쳐 2009년에 시작된 국제 협력이다. 이론적인 측면에서는 광자 궤도에 대한 작업과 블랙홀의 모습에 대한 첫 번째 시뮬레이션이 은하 중심 블랙홀인 Sgr A*에 대한 VLBI 이미징 예측으로 진행되었다. 전파 관측의 기술 발전은 Sgr A*의 첫 번째 탐지에서부터 점진적으로 더 짧은 파장의 VLBI를 거쳐 궁극적으로 Sgr A*와 M87 모두에서 수평 규모 구조의 탐지로 이어졌다. 현재 이 협력은 300명 이상의 회원과 60개 기관으로 구성되어 있으며 20개 이상의 국가와 지역에서 활동하고 있다.
은하 메시에 87의 중심에 있는 블랙홀의 첫 번째 이미지는 2019년 4월 10일 EHT 콜라보레이션에 의해 6개 과학 출판물 시리즈로 발표되었다. 이 배열은 1.3mm의 파장과 25마이크로아크초의 이론적 회절 제한 분해능으로 이러한 관찰을 수행했다. 2021년 3월, 콜라보레이션은 처음으로 퀘이사를 생성하는 힘을 더 잘 밝히는 데 도움이 될 수 있는 블랙홀의 편광 기반 이미지를 제시했다. 향후 계획에는 새로운 망원경을 추가하고 더 짧은 파장의 관측을 통해 배열의 해상도를 향상시키는 것이 포함된다. 2022년 5월 12일, 천문학자들은 우리 은하 중심에 있는 초거대 블랙홀인 궁수자리 A*의 첫 번째 이미지를 공개했다.